# Anopheles aquasalis
Anopheles aquasalis este o specie de țânțari din genul Anopheles, descrisă de Alan Curry în anul 1932. Conform Catalogue of Life specia Anopheles aquasalis nu are subspecii cunoscute.